# بيت الدباء (كعيدنة)

تعديل مصدري - تعديل

بيت الدباء هي إحدى قرى عزلة الثلث بمديرية كعيدنة التابعة لمحافظة حجة، بلغ تعداد سكانها 110 نسمة حسب تعداد اليمن لعام 2004.